# St-Brieuc de Plonivel

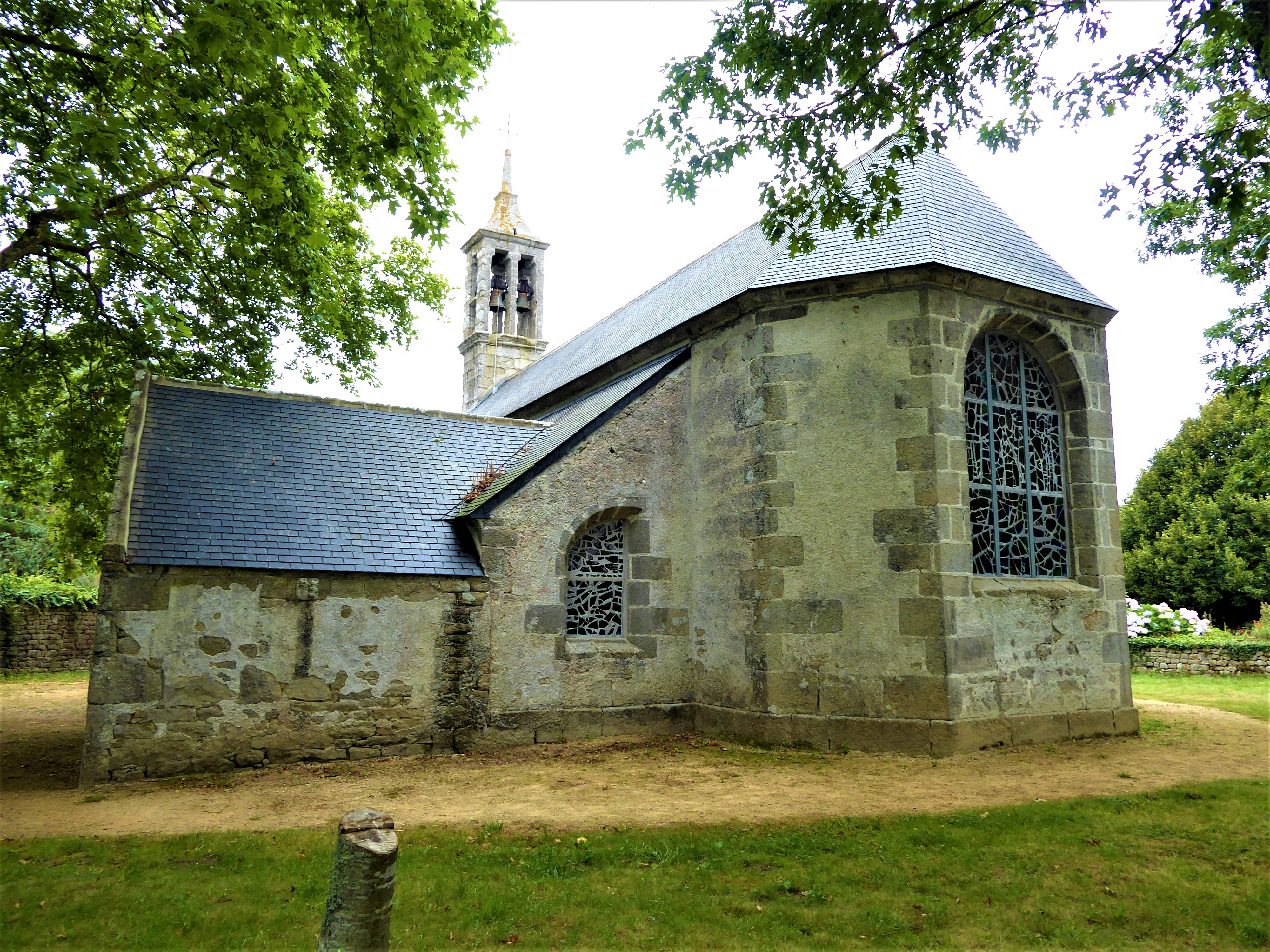
Kapelle St-Brieuc

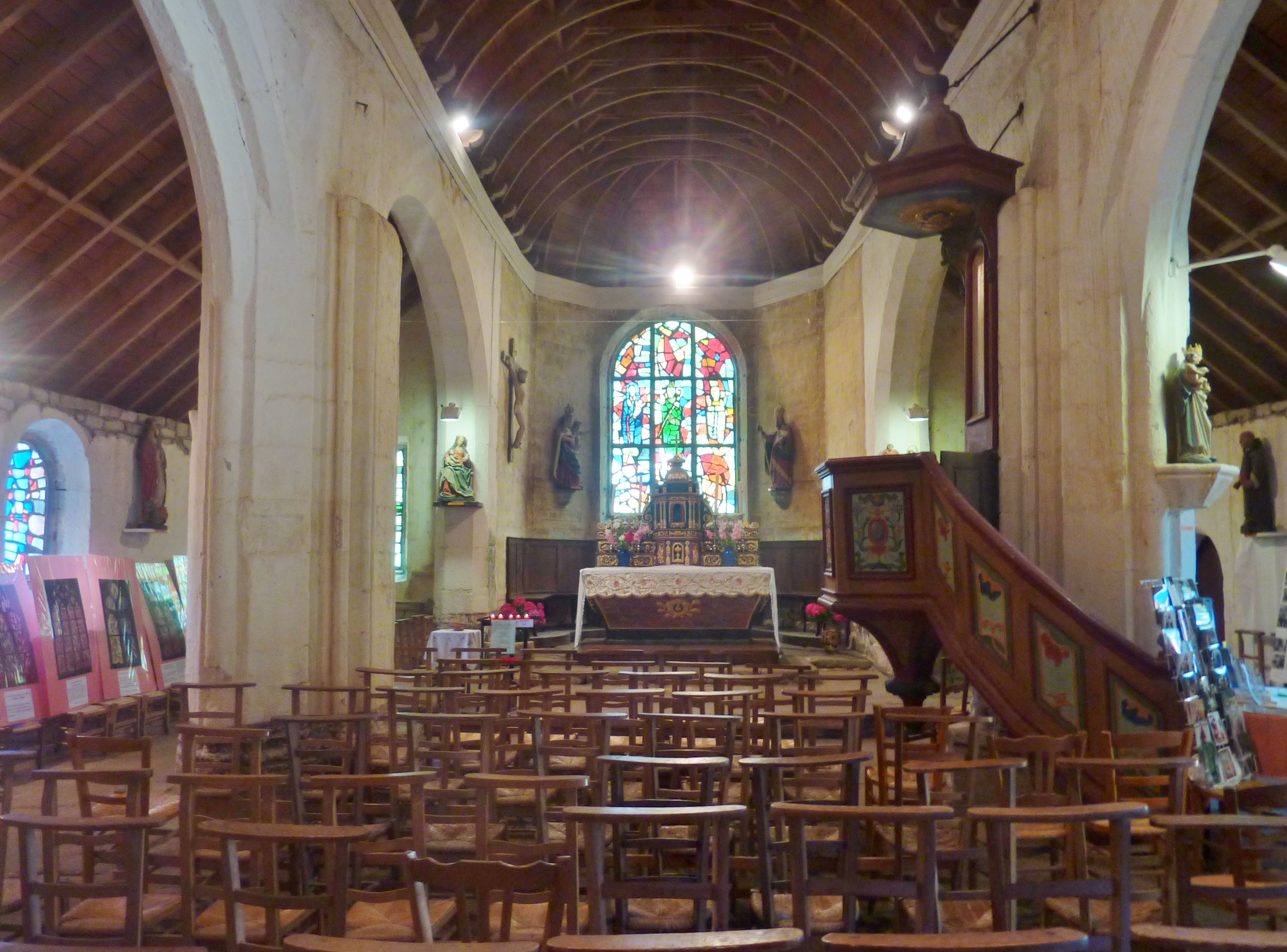
Blick durch das Langhaus

St-Brieuc de Plonivel ist eine römisch-katholische Kapelle in Plobannalec-Lesconil (Département Finistère) in der Bretagne.

## Geschichte
St-Brieuc war bis zur Französischen Revolution Pfarrkirche des heutigen Ortsteils Plonivel von Plobannalec. Das dreijochige Langhaus entstand in einer romanischen Bauperiode und die Kirche wurde im 15./16. Jahrhundert spätgotisch erneuert. Wie für Kirchen der Region üblich, erhob sich der Glockendachreiter ursprünglich über dem Chorbogen zwischen Langhaus und Chorraum. Er wurde bei grundlegenden Umbauarbeiten 1774 über den Westgiebel verlegt. Bei den Arbeiten wurde die Apsis verändert und erhöht. Die südliche Vorhalle trägt die Jahreszahl 1758. Durch die Renovierung zeigt das Gebäude heute den Gesamteindruck eines Barockbauwerks.